# تپه گورستان گوج کو ۱
تپه قبرستان گوج کو ۱ مربوط به هزاره اول قبل از میلاد است و در شهرستان هرسین، بخش بیستون، روستای زازرم علیا واقع شده و این اثر در تاریخ ۱۱ مرداد ۱۳۸۴ با شمارهٔ ثبت ۱۲۴۶۴ به‌عنوان یکی از آثار ملی ایران به ثبت رسیده است.